# 科塔帕塔山 (佩德羅多明戈穆里略省)
16°25′46″S 67°58′18″W / 16.42944°S 67.97167°W
科塔帕塔山（Qutapata），是玻利維亞的山峰，位於該國西部拉巴斯省的佩德羅多明戈穆里略省，處於塞爾克庫柳山西南面、哈蒂科柳山以西、塞爾克科塔湖東北面，屬於安第斯山脈中玻利維亞瑞阿爾山脈的一部分，海拔高度5,224米。